# Kirchdorf, Bern
Kirchdorf BE là một đô thị trong huyện Bern-Mittelland, bang Bern, Thụy Sĩ. Đô thị này có diện tích 6,1 km², dân số thời điểm tháng 12 năm 2020 là 1796 người.